# Porter (Wisconsin)
Porter es un pueblo ubicado en el condado de Rock en el estado estadounidense de Wisconsin. En el Censo de 2010 tenía una población de 945 habitantes y una densidad poblacional de 10,01 personas por km².

## Geografía
Porter se encuentra ubicado en las coordenadas 42°48′37″N 89°10′39″O / 42.81028, -89.17750. Según la Oficina del Censo de los Estados Unidos, Porter tiene una superficie total de 94.45 km², de la cual 93.17 km² corresponden a tierra firme y (1.35%) 1.28 km² es agua.

## Demografía
Según el censo de 2010, había 945 personas residiendo en Porter. La densidad de población era de 10,01 hab./km². De los 945 habitantes, Porter estaba compuesto por el 96.72% blancos, el 0.11% eran afroamericanos, el 0.32% eran amerindios, el 0.95% eran asiáticos, el 0.21% eran isleños del Pacífico, el 1.06% eran de otras razas y el 0.63% pertenecían a dos o más razas. Del total de la población el 3.07% eran hispanos o latinos de cualquier raza.